# Emilia de Gaeta
Emilia (d. ianuarie 1036) a fost ducesă de Gaeta, mai întâi ca soție a ducelui Ioan al III-lea (984–1008), iar apoi ca regentă pentru nepotul ei, Ioan al V-lea (1012–1032) până cel puțin în 1029.
În momentul căsătoriei sale cu ducele Ioan al III-lea de Gaeta, Emilia purta titlul roman de senatrix, de unde rezultă probabilitatea de a fi fost de origine romană, membră a uneia dintre puternicele familii din Roma a Crescenzilor sau Tusculanilor. Căsătoria sa a putut fi o alianță matrimonială între casa conducătoare a Gaetei și aristpcrația romană, în vederea asigurării favorizării orașului de către Statul papal. Cununia a avut loc înainte de ianuarie 998, moment în care Emilia apare alături de Ioan la mănăstirea Sfântului Nilus cel Tânăr. Ioan a murit înainte sau chiar în anul 1008, iar Emilia a fost pentru scurtă vreme regentă pentru fiul ei, Ioan al IV-lea. 
Atunci când Ioan al IV-lea a murit între aprilie și august 1012, Emilia a preluat regența asupra nepotului ei, care era copil. Imediat după aceea, ei și lui Ioan i s-a opus Leon I, probabil văr al lui Ioan al IV-lea. Până în luna octombrie, susținătorii săi au reușit să îl alunge pe acesta, însă curând ea a trebuit să facă față pretențiilor propriului ei fiu, Leon al II-lea, care se aștepta ca lui să îi fie încredințată regența minorului Ioan al V-lea. Cei doi și-au disputat regența și au co-semnat actele oficiale până în ianuarie 1025, atunci când Leon apare pentru ultima dată în Codex Caietanus. 
Politica romană a Emiliei a fost puternic înclinată către susținerea papalității și a longobarzilor împotriva Bizanțului și a posesiunilor acestuia în Italia de sud. În 1012, Emilia a permis lui Dattus, un rebel longobard anti-bizantin din Bari, să fortifice un turn din Garigliano, în teritoriul gaetan, beneficiind de trupe papale trimise de papa Benedict al VIII-lea. În 1014, la Castro Argento (de asemenea, în posesiunile ducatului Gaetei), Emilia și episcopul Bernard de Gaeta (cumnat al său) au găzduit câțiva conducători locali: Daufer de Traetto, principele Pandulf al II-lea de Capua, ducele Sergiu al IV-lea de Neapole, abatele Atenulf de Montecassino și arhiepiscopul de Capua. Întrunirea a căzut de acord să urmeze o politică antibizantină.
În 1027, cînd ducele Sergiu al IV-lea de Neapole a fost nevoit să părăsească Napoli, Emilia i-a acordat refugiu, mai ales că Ioan al V-lea era nepot al acestuia. Pe parcursul șederii sale la Gaeta, Sergiu a negociat cu Emilia obținerea sprijinului gaetan în preluarea ducatului său, ducele acordând gaetanilor anumite drepturi în traversarea ținutului napolitan. Un acord între acești conducători a fost semnat în februarie 1029. 
Nu este cunoscut când a luat sfârșit regența Emiliei. Se știe că a murit în 1036, atunci când fiul ei, Leon al II-lea (fostul regent) a donat o locuință mănăstirii San Giovanni di Felline în memoria ei. 